# 大库伦乡
大库伦乡，是中华人民共和国内蒙古自治区乌兰察布市商都县下辖的一个乡镇级行政单位。

## 行政区划
大库伦乡下辖以下地区：
大库伦村、十二顷村、三胜地村、大井子村、平地泉村、勇进村、二股地村、滑家村、古城村、八股地村、新立村、库伦图村、章毛勿素村、西营子村、一卜树村、三喇嘛村、赛书记村、南沟子村和郭朋村。